# Medelvärdesbildning
Medelvärdesbildning är inom signalbehandling en metod för att skilja ut en svag signal från omgivande brus genom upprepade mätningar. För att metoden ska vara möjlig att använda krävs det att signalen man är intresserad av antingen är reproducerbar eller regelbundet återkommande enligt ett känt mönster, samt att bruset är slumpmässigt. Principen bakom medelvärdesbildning är att man registrerar signalen upprepade gånger och bildar ett medelvärde av alla registreringar. Signalen man är intresserad av kommer då, eftersom den har samma utseende varje gång, att kvarstå oförändrad, medan bruset vid de olika mätningarna kommer att ta ut sig självt, så att signalen blir lättare att identifiera. Medelvärdesbildning används bland annat inom medicin för att undersöka olika typer av svaga men återkommande impulser, till exempel elektriska impulser i nervsystemet. 
Med medelvärdesbildning i elektriska sammanhang menar man vanligen DC-värdet eller medelvärdet av en fyrkantvåg med olika pulsbredd. Man kan visa att medelvärdet av en pulsbreddsmodulerad signal är direkt proportionell mot pulsbreddsförhållandet. Om signalen till exempel är på 25% av klockcykeln, så är medelvärdet av utspänningen 25% av toppspänningen.